# .gr
Pour les articles homonymes, voir GR.
.gr est le domaine de premier niveau national (ccTLD) réservé à la Grèce.